# Julián Cerdá Vicente
Julián Cerdá Vicente (Alcoy, Alicante, 9 de agosto de 1981), más conocido como Juli, es un exfutbolista y entrenador español, que actualmente está sin equipo tras abandonar la disciplina del CD Alcoyano.

## Trayectoria

### Como jugador
Entra a formar parte del C.D. Alcoyano en la etapa juvenil procedente del Alcoy C.F.. Terminada su etapa juvenil llega al primer equipo, debutando en 3ª División en un partido contra el C.D. Puebla Larga.
Una temporada después (2001-2002) ficha por el desaparecido Alicante C.F., recién ascendido a 2ªB y entrenado por José Bordalás. Tras un primer año con pocos minutos, las dos siguientes temporadas se convierte en un jugador importante para el conjunto alicantino llamando la atención de los equipos potentes de la categoría.
En la temporada 2004-2005 se enrola en las filas del histórico C.D. Castellón participando de manera activa en el ascenso a 2ª División. Tras el ascenso recala en el desaparecido Benidorm C.F., de 2ªB, donde vive la curiosa situación de tener hasta 7 entrenadores (Toni Aparicio, Julián Manuel Victoria Sierra, Ángel Vico Hernández, Ángel Pedraza, Fernando Muro González, Ángel Puchades Bru y Manuel Jiménez González) en dos temporadas en la ciudad alicantina.
Sus dos buenas temporadas en el Benidorm C.F. le permiten firmar por un equipo de 2ª División, el desaparecido Poli Ejido donde solo deja de disputar la primera jornada liguera, viviendo en el campo el descenso del equipo ejidense a 2ªB. Permanece en el equipo una temporada más, dejándola tras ser eliminado en la 1ª Ronda de Play-Off de ascenso por la S.D. Ponferradina.
En la temporada 2009-2010, regresa a la Segunda División gracias al Elche C. F. donde firma una notable temporada. Tras finalizar el curso abandona la disciplina franjiverde para reforzar el Rayo Vallecano de José Ramón Sandoval.
En las filas del equipo rayista consigue su único ascenso a 1ª División, aunque no llega a disfrutar de la categoría al ser cedido para la temporada 2011-2012 al equipo griego FC Asteras Tripolis donde jugaría la Super Liga. A su regreso de la cesión, es declarado trasnferible y, finalmente, el 31 de agosto de 2012 rescinde el contrato con los vallecanos.
A última hora del mercado de fichajes ficha como agente libre por la A.D. Alcorcón de Segunda División , entrenado por un viejo conocido suyo José Bordalás. En las dos temporadas en el equipo alfarero demuestra un gran nivel anotando 14 goles en 75 partidos.
En la temporada 2014-2015 ficha por el Deportivo Alavés donde tras una temporada de más a menos (su contrato es renovado por partidos jugados), se convierte en la 2015-2016, bajo las órdenes de José Bordalás, en un jugador clave del conjunto babazorro, querido por la grada por el esfuerzo y constancia mostrada en el campo. Al final de la temporada 2015-2016 queda desvinculado del equipo.
El 16 de julio de 2016, ficha por el Córdoba CF de la Liga Adelante.
En la temporada 2017-18, firma por el Hércules CF de la Segunda División B de España por dos temporadas.
En la temporada 2019-20, firma por el CD Alcoyano de la Segunda División B de España, en el que jugaría durante tres temporadas.
En la temporada 2022-23, firma por el Ontinyent Club de Futbol de la Tercera División de España.

### Como entrenador
En la temporada 2023-23, firma como segundo entrenador de Vicente Parras en el CD Alcoyano de la Primera RFEF.
El 15 de noviembre de 2024, se convierte en primer entrenador del CD Alcoyano de la Primera RFEF.

## Clubes

### Como jugador
| Club                     | País   | Periodo     | Liga PJ (G) | Copa PJ (G) |
| ------------------------ | ------ | ----------- | ----------- | ----------- |
| C. D. Alcoyano           | España | 2001-2002   |             | 0 (0)       |
| Alicante C.F.            | España | 2002-2004   | 64(11)      | 9 (1)       |
| C.D. Castellón           | España | 2004-2005   | 34 (2)      | 3 (0)       |
| Benidorm C.F.            | España | 2005-2007   | 69(14)      | 2 (1)       |
| Poli Ejido               | España | 2007-2009   | 78 (9)      | 8 (1)       |
| Elche C. F.              | España | 2009-2010   | 38 (6)      | 1 (0)       |
| Rayo Vallecano           | España | 2010-2011   | 27 (1)      | 2 (0)       |
| FC Asteras Tripolis      | Grecia | 2011-2012   | 18 (0)      | 3 (1)       |
| A.D. Alcorcón            | España | 2012-2014   | 75 (14)     | 6 (1)       |
| Deportivo Alavés         | España | 2014-2016   | 54 (9)      | 4 (0)       |
| Córdoba CF               | España | 2016-2017   | 31 (3)      | 3 (1)       |
| Hércules CF              | España | 2017-2019   | 29 (3)      | 1 (1)       |
| CD Alcoyano              | España | 2019- 2022. |             |             |
| Ontinyent Club de Futbol | España | 2022-2023   | 4 (1)       | 0 (0)       |

Datos actualizados el 21 de enero de 2020.

### Como entrenador
| Club                        | País   | Año       |
| --------------------------- | ------ | --------- |
| CD Alcoyano (2º entrenador) | España | 2023-2024 |
| CD Alcoyano                 | España | 2024      |